# Scelolophia hegeter
Scelolophia hegeter là một loài bướm đêm trong họ Geometridae.